# Аттингер, Александр
Алекса́ндр А́ттингер (нем. Alexander Attinger; род. 8 января 1986, Дюбендорф, Цюрих) — швейцарский кёрлингист.

## Команды
| Сезон   | Четвёртый            | Третий             | Второй           | Первый            | Запасной                                                                      | Турниры            |
| ------- | -------------------- | ------------------ | ---------------- | ----------------- | ----------------------------------------------------------------------------- | ------------------ |
| 2005—06 | Christian von Gunten | Свен Михель        | Сандро Тролье    | Patric Schletti   | Александр Аттингер тренер: Heinz Schmid Анита Ягги                            | ЧМЮ 2006 (8 место) |
| 2008—09 | Александр Аттингер   | Werner Attinger    | Philippe Moser   | Martin Gossweiler |                                                                               |                    |
| 2009—10 | Александр Аттингер   | Werner Attinger    | Philippe Moser   | Martin Gossweiler |                                                                               |                    |
| 2009—10 | Александр Аттингер   | Феликс Аттингер    | Simon Attinger   | Marco Klaiber     | Jean-François Mayoraz, Петер Аттингер тренеры: Daniel Klaiber, Петер Аттингер | ЧШМ 2010 (9 место) |
| 2010—11 | Александр Аттингер   | Феликс Аттингер    | Florian Zürrer   | Florian Meister   |                                                                               |                    |
| 2011—12 | Кристоф Шваллер      | Александр Аттингер | Роберт Хюрлиман  | Феликс Аттингер   | Рольф Изели, André Neuenschwander тренеры: Петер Аттингер, Кристоф Циссет     | ЧШМ 2012 (5 место) |
| 2012—13 | Александр Аттингер   | Феликс Аттингер    | Даниэль Шифферли | Simon Attinger    |                                                                               | ЧШМ 2013 (8 место) |
| 2013—14 | Александр Аттингер   | Феликс Аттингер    | Даниэль Шифферли | Simon Attinger    | Andre Neuenschwander                                                          |                    |
| 2014—15 | Феликс Аттингер      | Bastian Brun       | Даниэль Шифферли | Urs Kuhn          | Simon Attinger Александр Аттингер тренеры: Markus Foitek, Петер Аттингер      | ЧШМ 2015 (6 место) |

(скипы выделены полужирным шрифтом)

## Частная жизнь
Из одной из наиболее титулованных семей швейцарских кёрлингистов. Его отец, Петер Аттингер — серебряный и бронзовый призёр чемпионатов мира, дважды чемпион Европы. Дяди Александра (братья Петера, игравшие в его команде), братья и двоюродные братья — также более или менее успешные кёрлингисты; брат Александра Феликс в 2010—2014 играл в команде, скипом которой был Александр.